# What Have They Done to My Song, Ma
Look What They've Done to My Song, Ma est une chanson écrite et composée par la chanteuse Melanie. Elle s'y lamente de ne plus reconnaître « sa chanson », « enfermée dans un sac en plastique et mise sens dessus dessous ». Les paroles contiennent un couplet en français.
Elle est parue en avril 1970 sur son troisième album, Candles in the Rain. En août de la même année, le deuxième single tiré de l'album présente Ruby Tuesday (reprise des Rolling Stones) en face A et What Have They Done to My Song, Ma en face B. Les deux chansons se classent dans le hit-parade britannique, la face A à la 9e place et la face B à la 39e.

## Reprises
Le succès de la chanson donne très vite lieu à de nombreuses reprises. Dès juin 1970, elle permet au groupe The New Seekers, dont c'est seulement le deuxième single, d'entrer dans le Top 20 aux États-Unis (14e) et dans le Top 50 au Royaume-Uni. What Have They Done to My Song, Ma a également été reprise par :
- Claudine Longet sur l'album We've Only Just Begun (1971) ;
- Jack Wild sur l'album Everything's Coming Up Roses (1971) ;
- Ray Charles sur l'album A Message From the People (1972) ;
- Joe Pass sur l'album Live at Donte's (1974) ;
- Nina Simone, parue en 2008 sur la compilation Tell It Like It Is: Rarities & Unreleased Recordings 1967-1973 ;
- Miley Cyrus, pour sa série de vidéos The Backyard Sessions (2012) où elle reprend des chansons célèbres (dont celle-ci) accompagnée de musiciens dans son jardin.

## Adaptations
Singles de Dalida
Darla Dirladada
(1970) Comment faire pour oublier
(1971)
What Have They Done to My Song, Ma a été adaptée en français et en italien pour la chanteuse Dalida en 1970. Les paroles de la version française, intitulée Ils ont changé ma chanson, ma, sont écrites par Maurice Vidalin, et reprennent un couplet de la version originale, reflétant le couplet en français que celle-ci contenait. La chanson donne son titre à l'album Ils ont changé ma chanson, sorti la même année chez Sonopresse, dont elle constitue le troisième et dernier single. Le single rencontre le succès en France, en Belgique et au Japon, et Dalida interprète cette chanson lors de son concert à l'Olympia l'année suivante (Olympia 1971).
La version italienne, Non e'piu la mia canzone, est traduite par Mogol. Elle est parue en single en Italie avec une adaptation de Lady D'Arbanville de Cat Stevens en face B pour se classer dans le hit-parade italien la même année.
Un remix des deux versions de Dalida est paru en 1998 sur l'album Le Rêve oriental.
What Have They Done to My Song, Ma a été adaptée dans d'autres langues :
- en allemand par Miriam Frances (Wer hat mein Lied so zerstört, Ma?, 1971) ;
- en finnois par Kari Tuomisaari pour Katri Helena (Jos kaupan onnea ois, 1972).

La version bilingue en français et en anglais a notamment été reprise par Jeanette sur la bande-originale de Cría cuervos, ainsi que par Arno et Stephan Eicher en 2000, puis par Anaïs en 2006 sur la réédition de son album live The Cheap Show.